# 飛田和緒
飛田和緒（ひだ かずを、女性、1964年 - ）は、日本の料理研究家。

## 人物・来歴
東京都生まれ。日本女子体育短期大学舞踊専攻卒業。
高校3年間を長野で過ごし、山の幸や保存食においしさに開眼する。現在は神奈川県の海辺の魚がおいしい町で、夫と娘との3人で暮らす。

## 著書
- 『チャッピーの台所 お料理絵日記』みき書房, 1995.3 『お料理絵日記』1-2　幻冬舎文庫 2001-02
- 『うちにきて、ごはん食べようよ すぐできる料理118 (講談社のお料理book) 1999.7
- 『飛田和緒さんのおもてなしのご飯、ふだんのご飯 和緒さんのおいしいbook』主婦の友社, 2000.1
- 『週末のごはんづくり』(ふたりでごはん)幻冬舎, 2000.11
- 『おいしいっていわれるくどき料理』講談社, 2001.1
- 『Weekdayの朝ごはん』(ふたりでごはん)幻冬舎, 2001.11
- 『幸せになれるご飯レシピ おいしいご飯レシピと炊きたてご飯にぴったりのおかずがいっぱい!』主婦の友社, 2001.12
- 『基本・定番・お気に入り』(ふたりでごはん)幻冬舎, 2002.10
- 『飛田和緒さんの毎日がおいしいごはん』(SSCムック) SSコミュニケーションズ, 2002.5
- 『恋しいお菓子』(講談社のお料理book) 2002.7
- 『おいしいごはんは、器とはじまる (講談社のお料理book) 2003.10
- 『飛田さんのもう迷わない!おかず365日 時間かけず、手間かけず!みんな大好きおかず』芝パーク出版, 2003.11
- 『飛田和緒の「うちで人気の23品」』集英社, 2003.4
- 『毎日のみそ汁100』幻冬舎, 2003.5
- 『いつものおむすび100』幻冬舎, 2004.1
- 『飛田和緒さんの毎日まいにち野菜のおかず』学習研究社, 2004.10
- 『飛田和緒のおもてなし12か月ようこそ!わが家のテーブルへ』(別冊エッセ)扶桑社, 2004.12
- 『飛田和緒の10年もの』主婦と生活社, 2004.4
- 『飛田さんのとびきり簡単!おかず365日 使い慣れた肉や野菜で、新しいおかず!』芝パーク出版, 2004.4
- 『晴れた日にはキッチンで』幻冬舎, 2005.2 のち文庫
- 『飛田和緒の台所の味』東京書籍, 2005.6
- 『着物日常』主婦と生活社, 2005.6
- 『飛田和緒のかぞくごはん』小学館, 2006.10
- 『飛田和緒さんちのごはん帳』(別冊すてきな奥さん)主婦と生活社, 2006.11
- 『四季の食卓』幻冬舎, 2006.3
- 『ふたりのお弁当』(ふたりでごはん)幻冬舎, 2007.4
- 『手をかけなくてもおいしい 飛田和緒の湘南暮らしから生まれたレシピ』(レタスクラブムック)角川SSコミュニケーションズ, 2007.6
- 『飛田和緒のひとりごはん日記』(講談社のお料理book) 2007.7
- 『お嬢様の手みやげ 飛田和緒の気持ちを伝える心がけ』WAVE出版, 2008.3
- 『飛田和緒のかぞくごはん その後』小学館, 2008.4
- 『私の保存食手帖』(Esseの本)扶桑社, 2008.5
- 『飛田和緒のなべ 6つの"基本だし"でいつもの味が美味しく変わる!』世界文化社, 2009.11
- 『飛田和緒のかわいいお弁当 (おいしい本は小学館), 2009.2
- 『飛田和緒のおもてなし献立 (別冊エッセ)扶桑社, 2010.11
- 『うちの冷蔵庫』著・イラスト. メディアファクトリー, 2010.11
- 『飛田和緒のおかずスナップ。 春夏秋冬季節の「おいしい」と家族の笑顔がいっぱい。』主婦の友社, 2010.12
- 『作りおきして、便利なおかず アレンジ次第で、何度もおいしい!』世界文化社, 2010.4
- 『常備菜 作って冷蔵庫にストックしておけば、ごはんに、お弁当に、すぐおいしいおかず109』主婦と生活社, 2011.10  ※第1回料理レシピ本大賞 in Japan 料理部門大賞受賞
- 『飛田和緒の甘くないおやつ 野菜、食パン、もち、お米で作る ([レタスクラブの本])角川マーケティング, 2011.6
- 『一汁一菜 飛田和緒の季節の食卓』(ジョルニの本)実業之日本社, 2012.10
- 『海と山といつものごはん お料理絵日記 4』幻冬舎文庫 2012.2
- 『飛田和緒のシンプルごはん便利帳 缶詰・瓶詰・常備品食品棚にある買い置きで』東京書籍, 2012.6
- 『子どものもの子どものこと』WAVE出版, 2012.7
- 『飛田さん家(ち)のお弁当 常備菜と買いおき食材ですぐにおいしい』家の光協会, 2013.3
- 『主菜 ちゃちゃっと作れて白いごはんがすすむ、朝昼晩ごはんとお弁当のメインのおかず100』主婦と生活社, 2013.6
- 『乾めんですぐにごはん』文化学園文化出版局, 2013.7
- 『野菜を食べるスープ 野菜が主役のスープ87レシピ 毎日おいしく、どっさりと。』学研パブリッシング, 2014.4
- 『飛田さんちの卵料理100』文化学園文化出版局, 2014.4
- 『つまみ お酒はもちろん白いごはんにもぴったり合うパパッと作れておいしいつまみ113』主婦と生活社, 2014.7
- 『飛田さん家のおつかれさまごはん』宝島社, 2015.12
- 『ちょっとの工夫でラクになるわたしの1週間献立表』家の光協会, 2015.3
- 『ひだパン 飛田和緒さんの「食パン」ごはん』東京書籍, 2015.3
- 『野菜のおかず 毎日食べたい、野菜のおいしさが実感できる素材別レシピ』学研パブリッシング, 2015.5
- 『常備菜 2』主婦と生活社, 2016.11
- 『飛田和緒の郷土汁』世界文化社, 2016.12
- 『飛田和緒のおうち鍋 毎日食べたい充実の56レシピ』世界文化社, 2017.10
- 『くりかえし料理』(天然生活ブックス)地球丸, 2017.3
- 『海辺暮らし季節のごはんとおかず』女子栄養大学出版部, 2017.3
- 『ひだゴハン 飛田和緒さんの「ご飯」レシピ』東京書籍, 2017.4
- 『飛田和緒の朝にらくする春夏秋冬のお弁当 きょうの料理』 (生活実用シリーズ) NHK出版, 2018.3
- 『シンプルがおいしい飛田さんの野菜レシピ』(生活実用シリーズ) NHK出版, 2018.5
- 『すっぱい料理』産業編集センター, 2018.6
- 『雪平鍋で2品献立 使う雪平鍋は2サイズ』東京書籍, 2018.9
- 『飛田和緒のうちごはん 家族と歩んだ15年のレシピ』(レタスクラブMOOK) KADOKAWA, 2019.4
- 『がんばらない、無理しないいちばんおいしい野菜の食べ方』オレンジページ, 2020.2

### 共著
- 『1DKクッキン』谷村志穂共著. 学習研究社, 1993.6 のち集英社文庫
- 『お買物日記』谷村志穂共著. 集英社, 1994.11　のち文庫
- 『お買物日記 pt.2』谷村志穂共著. 主婦の友社, 1997.11　のち集英社文庫
- 『2DKクッキン おなかがすいたらつくってあげよう』谷村志穂共著. 集英社文庫, 1997.8
- 『日曜日の朝ごはん マーシュとルコラのお料理ブック』吉沢深雪共著. 人類文化社, 2002.7
- 『ごちそう山』谷村志穂共著. 集英社文庫 2003.1
- 『作りおきできるおかず』(レタスクラブmook) 脇雅世,村田裕子共著 角川SSコミュニケーションズ, 2009.6
- 『飛田和緒&マロンのボルドーワイン×料理book』マロン共著 オレンジページ, 2010.1
- 『お米の達人が教えるごはん基本帳 知っているようで知らない選び方、炊き方、食べ方』西島豊造共著. 家の光協会, 2010.11
- 『わたしのとっておきサラダ ふだんのおかずから、おもてなしの一皿まで』渡辺有子,カノウユミコ, ワタナベマキ, なかしましほ, 瀬戸口しおり,牧田敬子共著. 家の光協会, 2012.6
- 『一汁二菜の献立』(天然生活ブックス) 森田久美, 冷水希三子, 今泉久美共著 地球丸, 2013.7
- 『飛田和緒さんが習ったとびきりおいしいママのお菓子』小黒きみえ 先生, 講談社, 2015.10
- 『WMFで毎日つくる素材がおいしいごちそうレシピ』飛田, 若山曜子 レシピ・調理. 枻出版社, 2019.12
- 『せっちゃんの保存食 信州・りんご農家の知恵と工夫』せっちゃん 料理. KADOKAWA, 2020.9